# Linea principale Sekihoku
La linea principale Sekihoku (石北本線?, Sekihoku-honsen) è una linea ferroviaria nella prefettura di Hokkaidō, gestita da JR Hokkaido.
La linea si sposta dalla città di Asahikawa verso il mare di Ochotsk, dove termina presso la stazione di Abashiri, nell'omonima città. Il capolinea sud è fissato a Shin-Asahikawa, benché tutte le corse terminino alla stazione principale di Asahikawa.

## Tracciato

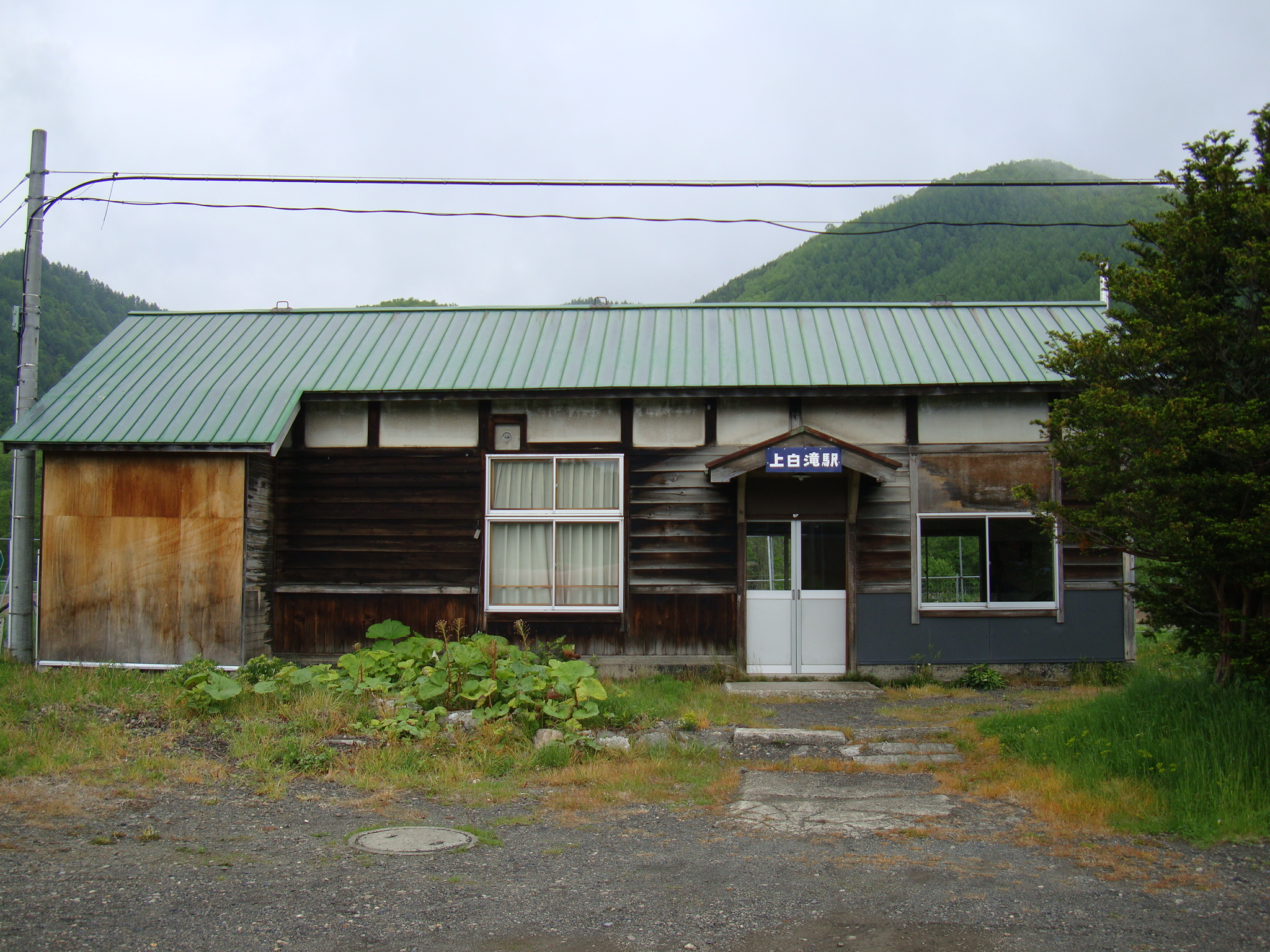
La stazione di Kami-Shirataki, nel tratto meno popolato della linea, dove fermano soltanto due treni al giorno.

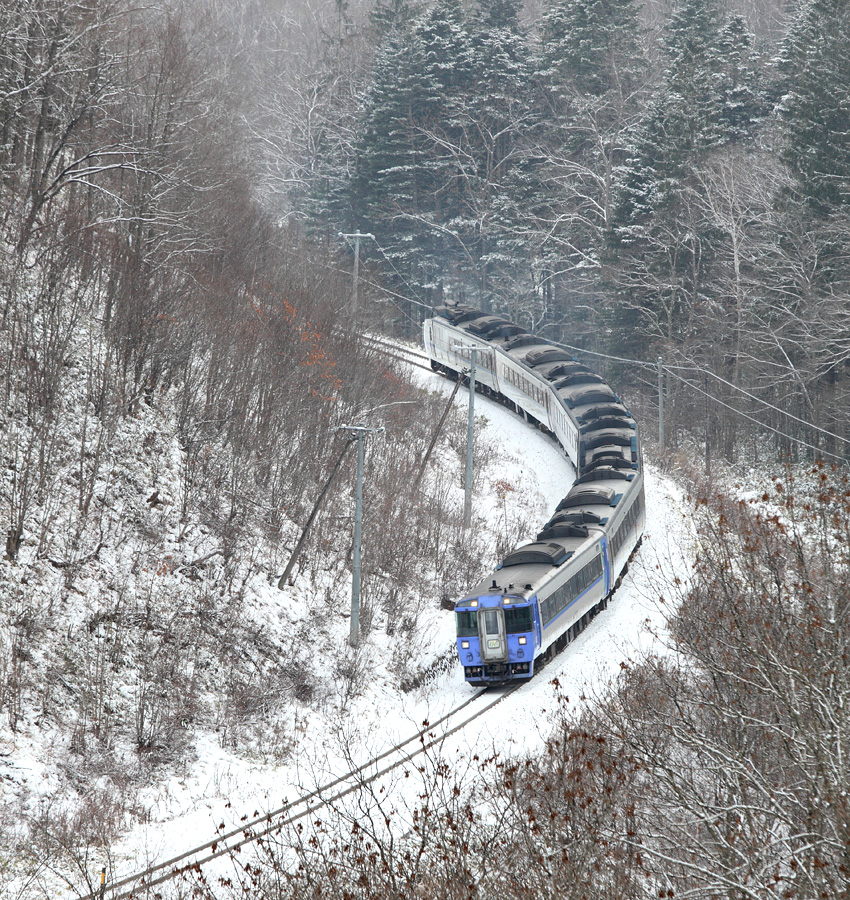
Un servizio Okhotsk fra Kanehana e Ikutahara.

La linea principale Sekihoku si origina dalla linea principale Sōya in corrispondenza della stazione di Shin-Asahikawa, procedendo verso nord-est;fino a Kamikawa la linea attraversa la periferia di Asahikawa e i suoi comuni limitrofi ed ha pertanto carattere suburbano, con fermate frequenti.
Da Kamikawa a Kami-Shirataki, tratto di ben 33 chilometri, non si trova invece nessuna stazione, poiché la linea attraversa un tratto montuoso poco popolato.
Da Kami-Shirataki in poi le stazioni sono in prevalenza piccole e incustodite, spesso perfino prive di un fabbricato viaggiatori.
Uno dei centri di maggiore importanza toccati dalla linea Sekihoku è Engaru, dove i treni sono costretti ad invertire il senso di marcia: qui infatti in passato la linea Sekihoku confluiva in un'altra linea ferroviaria diretta a Nayoro, ora però chiusa.
Da Engaru la linea prosegue verso sud-est, raggiungendo Kitami, dove riprende la direzione nord-est terminando ad Abashiri, stazione da cui si diparte la linea principale Senmō.

## Storia
Inizialmente, per raggiungere Abashiri dal centro dell'Hokkaidō bisognava raggiungere Ikeda sulla linea principale Nemuro, e da lì immettersi sulla linea principale Abashiri, ora non più esistente.
Nel 1921 fu completato il collegamento fra Kitami, sulla linea principale Abashiri, e Nayoro, sulla linea principale Sōya: esso prendeva il nome di linea principale Nayoro fra Nayoro e Yūbetsu, e di linea Yūbetsu fra Yūbetsu e Kitami.
Nel 1932 infine aprì la ferrovia, che prese il nome di linea Sekihoku, fra il capolinea odierno di Shin-Asahikawa ed Engaru, sulla linea Yūbetsu. 
La linea attuale consiste dell'intera linea Sekihoku, di una porzione della linea Yūbetsu fra Engaru e Kitami e del tratto finale della linea principale Abashiri fra Kitami ed Abashiri.
Col tempo hanno chiuso sia la linea Nayoro (che nel frattempo inglobò il segmento rimanente di linea Yūbetsu) che, nel 2006, la linea principale Abashiri (che fu privatizzata sotto il nome di linea Furusato Ginga.
Nel 1987, con la privatizzazione delle Ferrovie Nazionali Giapponesi, la linea è passata sotto il controllo di JR Hokkaidō.

## Treni
L'unico servizio a carattere non locale presente sulla linea è l'Okhotsk, che percorre la linea nella sua interezza, collegando Abashiri con Asahikawa e procedendo quindi verso il capoluogo prefetturale, a Sapporo.
Fra Kamikawa e Asahikawa, i treni sono frequenti trattandosi di una zona periferica densamente popolata; al contrario, fra Kamikawa e Shirataki (una sezione di 33 km senza stazioni) vi è soltanto un treno al giorno. Poco frequenti sono anche i servizi fra Shirataki ed Engaru, mentre fra Engaru ed Abashiri vi è un treno locale ogni 1-2 ore.

## Stazioni
| A30 | Shin-Asahikawa    | 新旭川   | 0,0 km   | Hokkaido Railway Company (JR Hokkaidō): - ■ Linea principale Sōya | Asahikawa |
| A31 | Minami-Nagayama   | 南永山   | 2,5 km   |                                                                   | Asahikawa |
| A32 | Higashi-Asahikawa | 東旭川   | 5,2 km   |                                                                   | Asahikawa |
| A34 | Sakuraoka         | 桜岡     | 10,2 km  |                                                                   | Asahikawa |
| A35 | Tōma              | 当麻     | 13,9 km  |                                                                   | Tōma      |
| A37 | Ikaushi           | 伊香牛   | 19,5 km  |                                                                   | Tōma      |
| A38 | Aibetsu           | 愛別     | 25,9 km  |                                                                   | Aibetsu   |
| A39 | Naka-Aibetsu      | 中愛別   | 32,0 km  |                                                                   | Aibetsu   |
| A40 | Aizan             | 愛山     | 36,0 km  |                                                                   | Aibetsu   |
| A41 | Antaroma          | 安足間   | 38,0 km  |                                                                   | Aibetsu   |
| A43 | Kamikawa          | 上川     | 44,9 km  |                                                                   | Kamikawa  |
| A45 | Shirataki         | 白滝     | 82,2 km  |                                                                   | Engaru    |
| A48 | Maruseppu         | 丸瀬布   | 101,9 km |                                                                   | Engaru    |
| A49 | Setose            | 瀬戸瀬   | 109,7 km |                                                                   | Engaru    |
| A50 | Engaru            | 遠軽     | 120,8 km |                                                                   | Engaru    |
| A51 | Yasukuni          | 安国     | 128,8 km |                                                                   | Engaru    |
| A53 | Ikutahara         | 生田原   | 137,7 km |                                                                   | Engaru    |
| A55 | Nishi-Rubeshibe   | 西留辺蘂 | 156,2 km |                                                                   | Kitami    |
| A56 | Rubeshibe         | 留辺蘂   | 158,2 km |                                                                   | Kitami    |
| A57 | Ainonai           | 相内     | 169,1 km |                                                                   | Kitami    |
| A58 | Higashi-Ainonai   | 東相内   | 173,7 km |                                                                   | Kitami    |
| A59 | Nishi-Kitami      | 西北見   | 176,3 km |                                                                   | Kitami    |
| A60 | Kitami            | 北見     | 181,0 km |                                                                   | Kitami    |
| A61 | Hakuyō            | 柏陽     | 183,7 km |                                                                   | Kitami    |
| A62 | Itoshino          | 愛し野   | 185,9 km |                                                                   | Kitami    |
| A63 | Tanno             | 端野     | 187,3 km |                                                                   | Kitami    |
| A64 | Hiushinai         | 緋牛内   | 194,6 km |                                                                   | Kitami    |
| A65 | Bihoro            | 美幌     | 206,1 km |                                                                   | Bihoro    |
| A66 | Nishi-Memanbetsu  | 西女満別 | 213,1 km |                                                                   | Ōzora     |
| A67 | Memanbetsu        | 女満別   | 218,1 km |                                                                   | Ōzora     |
| A68 | Yobito            | 呼人     | 225,9 km |                                                                   | Abashiri  |
| A69 | Abashiri          | 網走     | 234,0 km | JR Hokkaidō: - ■ Linea principale Senmō                           | Abashiri  |